# Zegartowice (województwo świętokrzyskie)
Zegartowice – wieś w Polsce położona w województwie świętokrzyskim, w powiecie jędrzejowskim, w gminie Imielno.
| SIMC    | Nazwa     | Rodzaj |
| ------- | --------- | ------ |
| 0239920 | Olszowiec | osada  |

W latach 1975–1998 miejscowość należała administracyjnie do województwa kieleckiego.
W 1863 w Zegartowicach urodził się Stanisław Radziejowski, polski malarz (zm. 1950).